# Akhenaton
Pour les articles homonymes, voir Akhenaton (homonymie) et Amenhotep.
« Aménophis IV » redirige ici. Pour la bande dessinée, voir Aménophis IV (bande dessinée).
Amenhotep IV (né probablement entre 1371/1365 av. J.-C. et mort vers 1338/1337 av. J.-C., Aménophis IV en grec ancien, d'après le nom donné par Manéthon à son prédécesseur ; Manéthon ne le nomme pas explicitement), ou Akhenaton (ou plus rarement Khounaton), est le dixième pharaon de la XVIIIe dynastie. Son règne se situe entre 1355/1353 et 1338/1337 av. J.-C..

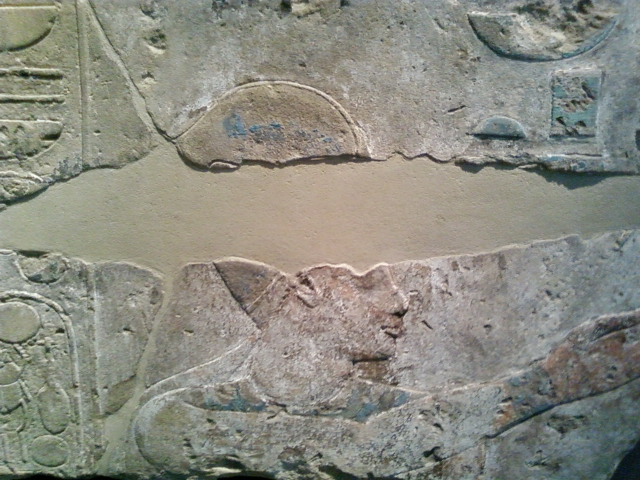
Relief trouvé à Karnak représentant Amenhotep IV au début de son règne - Neues Museum (Berlin).

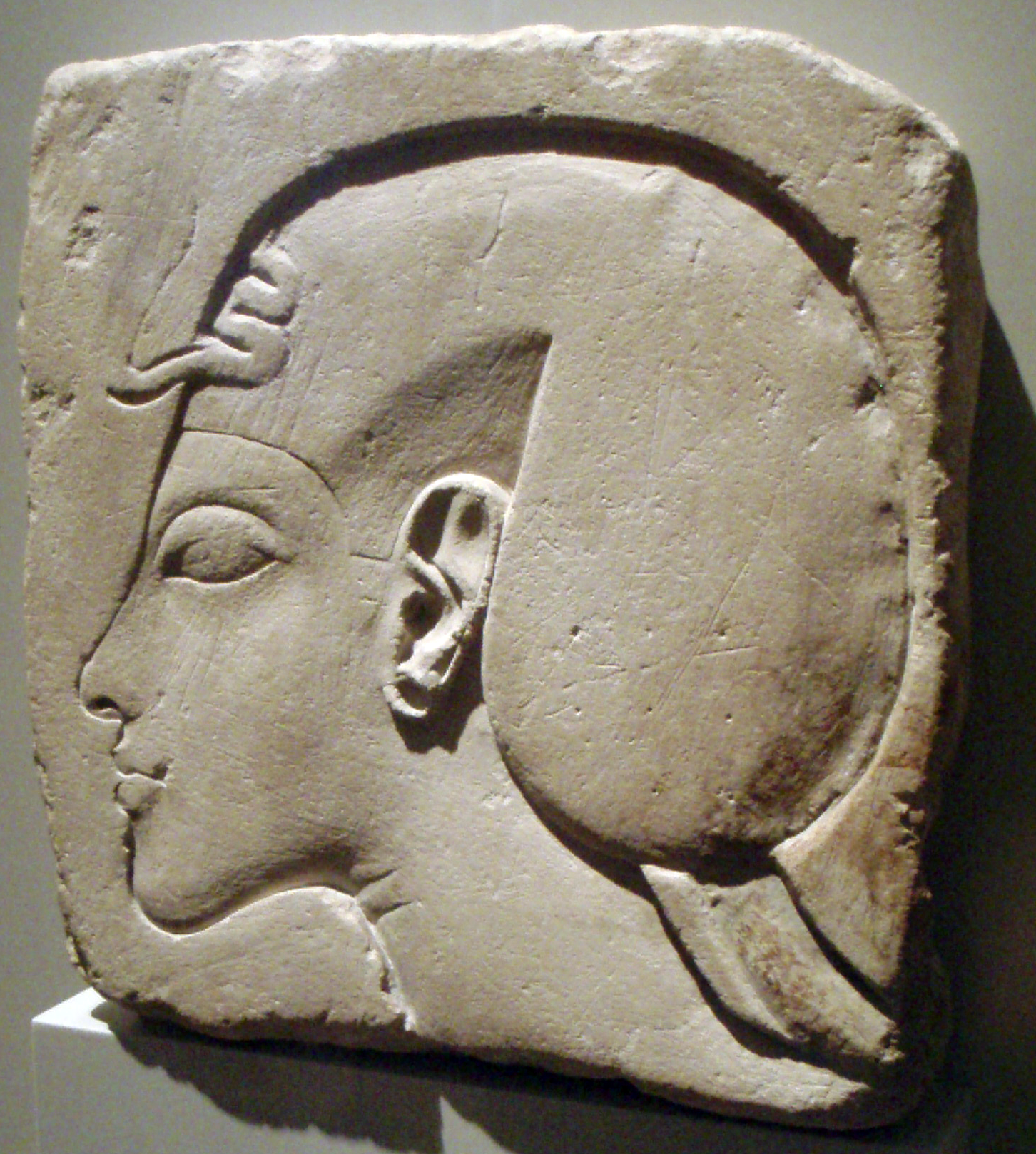
Relief représentant Akhenaton après l'an de son règne - Neues Museum (Berlin).

Il est le fils de la reine Tiyi et du roi Amenhotep III. Figure controversée, considéré parfois comme l’un des grands mystiques de l’Histoire, il bouleverse, le temps d'un règne, l’histoire de l'Égypte antique en accélérant l'évolution théologique commencée par son prédécesseur. Il impose le culte exclusif de Rê-Horakhty « qui est dans Aton », dont il est à la fois le prophète et l’incarnation.
Parallèlement à la réforme religieuse, son règne voit l'émergence d'une nouvelle esthétique à la fois baroque et naturaliste : l'art amarnien. L'imagerie royale est la première concernée par ce mouvement qui rompt avec la tradition et représente le pharaon et sa famille dans leur intimité.
Sur le plan politique, les choix — ou l'inertie — d'Akhenaton conduisent à la première grande crise du Nouvel Empire tant sur le plan économique qu'international. Avec ce pharaon considéré comme hérétique, la XVIIIe dynastie touche bientôt à sa fin.

## Règne

### Premières années
Une corégence du jeune Amenhotep IV avec son père reste incertaine. Certains spécialistes la font débuter vers l'an 28 / 29 d'Amenhotep III, d'autres en 37 / 39. Un bas-relief du troisième pylône du temple d'Amon-Rê représente le père et le fils couronnés, participant aux fêtes jubilaires.
La distance prise entre le roi et le clergé d'Amon est déjà attestée sous Amenhotep III. La place de Rê, l'influence de la théologie solaire héliopolitaine et les mentions à Aton sont davantage présentes dans les hymnes et dans les titulatures royales.
Vers -1355 / -1353, Amenhotep IV, couronné sous le nom de Néferkhéperouré — « les manifestations de Rê sont parfaites » —, Ouâenrê — « L'Unique de Rê » —, alors âgé de moins de seize ans, monte sur le trône d'Égypte.
Avant l'an 4, il est déjà marié à Néfertiti — « La belle est venue » —, aux origines incertaines.
Durant les trois premières années de son règne, Amenhotep IV s'inscrit en continuateur, bien que modéré et déjà novateur, de l'œuvre de son père. Ses constructions à Karnak attestent de cette double tendance. Il ajoute au troisième pylône de Karnak un « vestibule » sur la paroi duquel apparaît une scène de l'imagerie traditionnelle.
Dans le même temps, il fait construire, en dehors de l'enceinte du temple, un sanctuaire dédié à Aton, le Gempaaten ou Gematon — « Aton est trouvé » —. Sur les murs de ses constructions, il continue à inscrire son nom, Amenhotep. Dans le domaine artistique, ses portraits évoluent déjà vers les canons particuliers de l'art amarnien .
En l'an 4 de son règne, Akhenaton prend une décision surprenante : il fait célébrer sa première fête-Sed, rituel jubilaire de régénération, qui marque traditionnellement les trente années de règne d'un souverain. Le roi était-il faible ou souffrant ? Il est plus concevable d'y voir plutôt une étape de sa réforme religieuse : les célébrations ont lieu dans le Gematon, à l'est de Karnak, et Néfertiti y occupe avec son époux le rôle central.
Le contexte dans lequel le roi marque sa profonde « rupture », entre l'an 4 et l'an 6, demeure mal connu.

### Révolution religieuse
Le jeune souverain impose progressivement d'abord, puis plus brutalement ensuite, une religion que certains qualifient d'hénothéiste et d'autres, de premier monothéisme exclusif (à l'instar des religions abrahamiques : sans nulle dénomination au pluriel de la divinité) connu de l'histoire, privilégiant le culte du disque solaire Aton.
Pour des raisons encore mal connues, vraisemblablement en réaction au conservatisme et à l'hostilité du clergé thébain, Akhenaton abandonne le culte du dieu dynastique Amon, le « dieu caché ». Ce monothéisme s'accompagne de l'interdiction, à l'exception de celles du dieu Aton et de la famille royale, des idoles et des images, y compris des images d'animaux. Selon les égyptologues Damien Agut et Juan-Carlos Moreno-Garcia, cette interdiction marque la grande originalité de la révolution atonienne. Ces deux caractéristiques sont reprises par le Deuxième Commandement biblique (Ex 20,3-5).
En l'an 4 de son règne, il fait sa première visite à l'endroit où sera fondée sa future capitale, une cité vierge de la présence du dieu thébain. Il choisit un lieu désertique en Moyenne-Égypte, sur la rive orientale du Nil, à quelque 300 km au nord de Thèbes. Il y fait construire la cité d'Akhetaton — « l'Horizon d'Aton » —, l'actuelle Amarna. Les travaux distraient une grande partie des revenus affectés à Thèbes.
En l'an 6, il change de titulature, prend le nom d'Akhenaton, « Celui qui est bénéfique (ou utile) à Aton », et quitte la ville d’Amon, Thèbes. La grande épouse Néfertiti porte le nom de Néfernéferouaton, « Belle est la perfection d'Aton ». Toute la cour et l'administration royales déménagent pour la nouvelle résidence, encore inachevée et dont les temples, dédiés au dieu unique Aton, sont construits à ciel ouvert pour permettre à ses rayons bienfaisants d'y pénétrer.
Cette révolution culturelle et religieuse est souvent attribuée au seul Akhenaton. Il semble avoir poursuivi la tendance apparue durant le règne de son père, Amenhotep III. Nicolas Grimal parle d'une « solarisation » des principaux dieux sous ce roi. Le culte exclusif du disque solaire en serait un aboutissement logique.
Avant Akhenaton, Aton était un dieu mineur dont l'existence est attestée dès le Moyen Empire. Au Nouvel Empire, Thoutmôsis III s'est placé sous sa protection et Amenhotep III, dont l'une des épithètes était « Rayonnement d'Aton », a encouragé le culte du dieu.
En l'an 9 de son règne, Akhenaton va plus loin, en radicalisant sa réforme atonienne : il ordonne de détruire, dans les principales régions névralgiques du royaume, les images de culte des anciennes divinités, à l'exception notable de Rê. Afin de mener à bien son « opération » magique[réf. souhaitée], il efface l'expression des anciens principes pour faire place à la fonction nouvelle qu'il incarne. En martelant les noms des dieux, dans un système de croyances où le Verbe est créateur, il annule leur faculté à s'incarner et occulte leur influence. Il fait ainsi du disque solaire le dieu universel, l'Unique « qui n'a pas son pareil », le démiurge qui répète son acte créateur à chaque lever du soleil. Pour souligner la royauté céleste d'Aton, le nom du dieu est inscrit dans des cartouches : il est « Rê-Horakhty qui se réjouit dans l'horizon », « Le Souverain (heka) des deux horizons ». Il s'agit d'une forme de monothéisme, grande révolution religieuse dans l'Antiquité.
Le roi est l'image terrestre d'Aton, son « enfant parfait » ; avec la grande épouse royale, Néfertiti, il est le seul intermédiaire entre la divinité et les humains. À l'instar de la triade Amon – Mout – Khonsou, le couple royal forme avec Aton une triade divine adorée dans les demeures des hauts dignitaires. Le peuple, quant à lui, perpétue dans une grande majorité les cultes privés traditionnels.
D'après Sigmund Freud, le culte du dieu Aton est l'une des premières manifestations de la notion d'infini.
Selon les égyptologues contemporains, la notion d'infini est déjà comprise dans l'Ouroboros, le serpent qui se mord la queue, symbole du monde non manifesté, qui pouvait aussi entourer le dieu Soleil, Rê.
Selon certains auteurs, l'innovation d'Akhenaton consiste à imposer sa logique unilatérale et dogmatique, refusant tout pluriel dans la notion de divinité. Elle se manifeste par l'intolérance envers les autres divinités, que le pharaon considère comme néfastes à sa doctrine personnelle. Or l'univers religieux égyptien traditionnel exclut que la destruction ou la dévalorisation d'une divinité ou de l'ensemble des divinités défende l'approche de la réalité du sacré. Au contraire, il y voit une forme de tyrannie religieuse. Dès la mort d'Akhenaton, il s'empressera de faire oublier son nom et prendra soin de rétablir le polythéisme hénothéiste traditionnel. Pour les prêtres égyptiens, la réalité du sacré est un ensemble complexe, compréhensible seulement à partir de nombreuses échelles, qui entraînent des correspondances physiques et métaphysiques.

### Révolution artistique

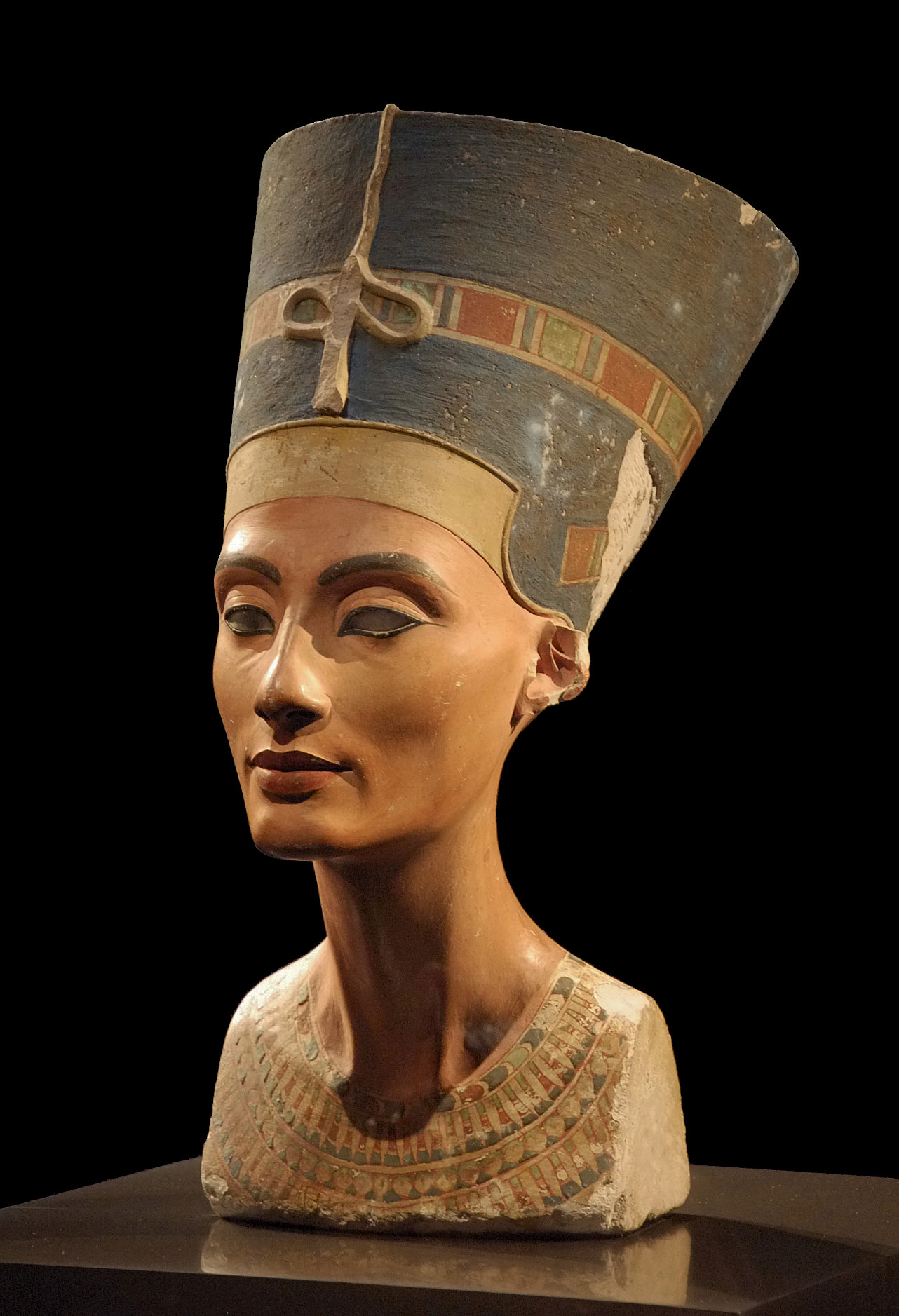
Buste de Néfertiti
Calcaire peint. H 48 cm
Musée égyptien de Berlin.

L'art amarnien se caractérise par un style naturaliste où abondent les plantes, les fleurs et les oiseaux, ainsi que, dans des cas extrêmes, par un « académisme de cauchemar » (Jean Leclant) qui pousse jusqu'à la caricature. Ainsi, les statues colossales découvertes dans le temple d'Aton à Karnak sont à l’opposé de l’art classique idéalisant : elles montrent le roi avec un corps androgyne, aux hanches exagérément larges, le ventre proéminent, le cou allongé, la tête dolichocéphale et les lèvres charnues. D’autres statues le montrent presque nu et asexué. Sur un bas-relief conservé au Neues Museum de Berlin, Néfertiti et les jeunes princesses sont représentées avec le même visage étiré en longueur, en tout point identique à celui d'Akhenaton qui leur fait face.
Certains archéologues estiment par conséquent que l’iconographie d'Amarna se conforme à une exigence de pharaon, qui voulait que fût mis en évidence le lien exclusif unissant la famille royale au dieu unique, créateur de toute vie. En effet, l'art amarnien est un art de cour qui, tout comme l'art traditionnel et ses conventions figuratives, respecte les normes qu’impose une perspective hiérarchique.
Il se peut qu’Akhenaton ait eu un physique très ingrat, voire un handicap. L'historien de la médecine Guenter B. Risse (en) a ainsi avancé l'hypothèse selon laquelle le roi aurait été atteint d'un trouble endocrinien complexe ou d'une maladie génétique rare et transmissible à sa descendance : le syndrome de Marfan ou de Prune Belly. Il a proposé aussi d'autres pathologies : syndrome paranéoplasique, syndrome de Klinefelter. Marc Gabolde évoque le syndrome de Barraquer-Simons (lipodystrophie rare et acquise, d'étiologie inconnue). Des études récentes avancent l'hypothèse qu'il était atteint d'un trouble métabolique, l'homocystinurie. La représentation artistique de certains membres de la cour amarnienne disposant, dans de moindres mesures, des mêmes déformations rend cette théorie peu plausible.
Des historiens mentionnent que le roi aurait été atteint d'épilepsie, provoquant chez lui de longues crises hallucinatoires et douloureuses.
Ce roi mystique serait doté de talents de poète, s'il est vrai qu'il a lui-même composé le grand hymne à Aton gravé dans la tombe d'Aÿ.

### Cœur du règne

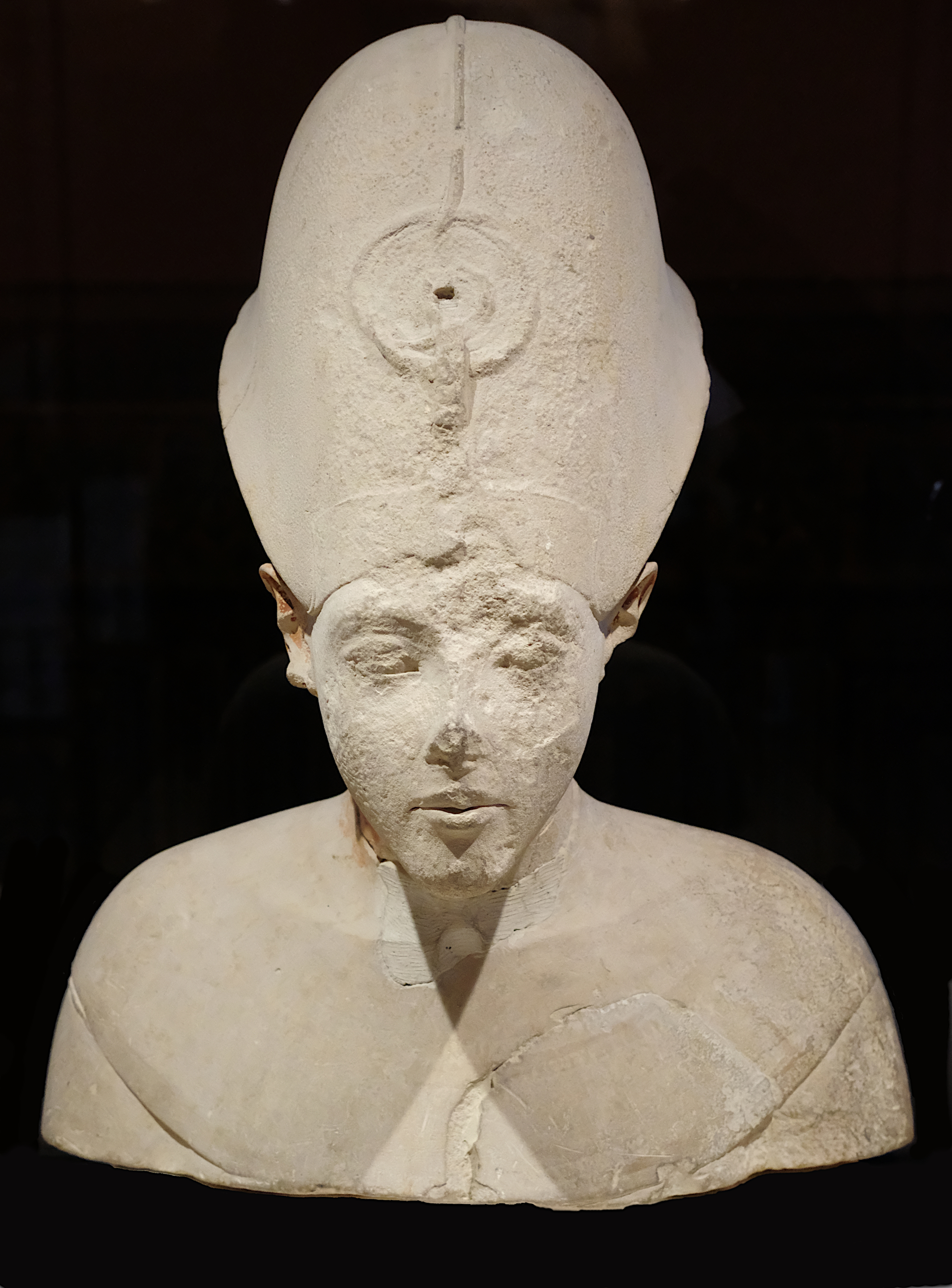
Buste d'Akhenaton. Calcaire autrefois peint (Louvre, E11076).

Akhenaton perpétue la tradition de rois bâtisseurs de ses prédécesseurs. Il élève des temples, qu'il appelle Gematon, comme à Karnak, à Kawa et à Sesebi, ainsi qu'une ville fortifiée en aval de la troisième cataracte.
L’an 12 semble être l’apogée du règne. Une fête grandiose est célébrée dans la cité, où les envoyés des rois du pays de Canaan, de Nubie, des pays de Koush et de Pount apportent leurs présents au roi et à la grande épouse royale, peut-être en présence de la reine mère Tiyi.
Cette dernière, dont l'importance en matière de politique, sur la scène intérieure comme internationale, est déjà avérée à Thèbes sous le règne précédent. Selon certaines représentations, Tiyi fait plusieurs séjours dans la nouvelle capitale et y réside peut-être. Elle semble avoir conservé une certaine influence sur son fils.
Elle est souvent accompagnée de sa plus jeune fille, Baketaton, dont l'âge est proche de celui de ses nièces, les filles d'Akhenaton. La reine mère et sa fille cadette meurent toutes deux au plus tard à la fin de l'an 12.
Les morts qui frappent la famille royale, dont toute l'imagerie montre — outre son sens rituel — le profond attachement du roi, sont abondantes. La princesse Mâkhétaton, la seconde fille du roi, meurt en l'an 14. Les scènes rituelles de deuil sont représentées, sans cacher le chagrin du couple royal.
À partir de cette date, la documentation se raréfie. Il devient alors très difficile de décrypter la succession des événements qui marquent la dernière partie du règne.

### Règne sombre, voire: période noire?
Loin de l'image idyllique d'un pharaon poète et rêveur mystique, le règne d'Akhenaton est considéré par beaucoup d'égyptologues comme une période sombre de l'Égypte antique. 
Sa réforme religieuse entraîna une perte d'influence importante des dieux du panthéon traditionnel : suppression de certains cultes, fermeture de temples, perte de biens du clergé, dégradation des effigies divines, ce qui vaudra au roi d'être surnommé — de manière discutable — le « pharaon hérétique ».
Les égyptologues Jean Yoyotte et Pascal Vernus ne croient pas en un Aton fanatique et intolérant. Le martelage des noms ne touche pas le royaume dans son entier et le nom de certains dieux est laissé intact. La région du Fayoum semble même avoir presque complètement échappé au martelage.
Si le roi s'attaque aux cultes des divinités traditionnelles du royaume, il n'y a aucune persécution du peuple égyptien, qui préserve ses croyances. Les noms théophores adoptés par le peuple restent inchangés, et à Akhetaton même, la découverte de petites idoles traditionnelles dans certaines habitations plaide pour la continuité des croyances polythéistes habituelles.
Il est évident aussi que, en raison d'une centralisation excessive, et apparemment inefficace, ainsi que de l'amoindrissement des actifs et de la confiscation des domaines des temples, l'Égypte connut une crise économique. En l'absence de tout système monétaire, le système économique et social était fondé sur le troc et sur la distribution des ressources conservées dans les greniers de l'État et ceux des temples. Ainsi la confiscation des « domaines divins » par la couronne ruinait « tout un système de production et de redistribution qu'aucune structure nouvelle ne vient remplacer ».

### Politique extérieure affaiblie

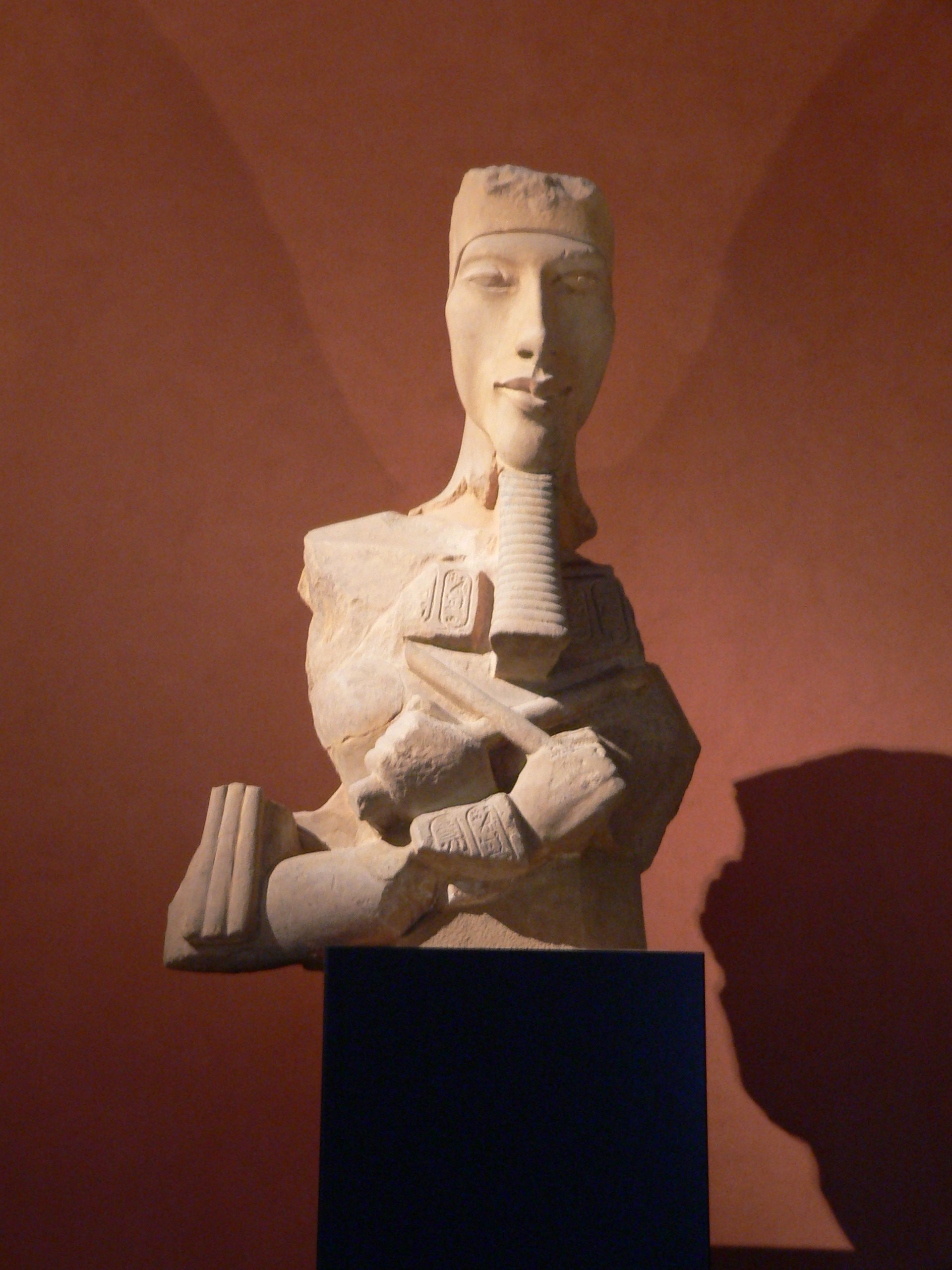
Fragment d'un colosse d'Amenhotep IV - Akhenaton (Musée du Louvre).

En Syrie et au pays de Canaan, les Hittites et les Amorrites grignotent peu à peu les conquêtes de Thoutmôsis III. Ainsi, le roi de Qadech, entré dans l’alliance hittite, conquiert la Syrie du Nord, tandis que Suppiluliuma (-1382 / -1342) et Assur-uballit Ier s’attaquent au Mittani, allié de l’Égypte. De son côté, le roi d’Amourrou se rend maître de plusieurs places fortes de la côte phénicienne.
Akhenaton néglige de venir en aide à ses vassaux, malgré leurs appels pressants, de sorte que son inertie cause la perte de Sidon, de Tyr et de Byblos. Pendant ce temps, des bandes de nomades pillards, les Apirou, s’emparent de Megiddo et de Jérusalem.
La correspondance diplomatique retrouvée entre les différents grands États de l'Orient souligne encore davantage la négligence et la maladresse du pharaon, qui aggrave l'affaiblissement de l'Égypte dans ses possessions asiatiques et réduit son influence dans les cours étrangères. L'or est alors un élément de première importance dans la politique internationale. L'Égypte, prospère, est réputée en posséder à profusion. Alors qu'une grande partie du prestige moral du royaume et de son influence à l'extérieur repose sur sa prodigalité (ce qu'avait parfaitement compris Amenhotep III), Akhenaton est beaucoup moins généreux que son père et les envois d'or diminuent fortement. Les rois d'Assyrie, de Babylone et du Mittani s'en plaignent dans les lettres qu'ils adressent à leur « frère » d'Égypte, sur un ton de moins en moins amical.

### Mort suivie de la restauration des cultes traditionnels
À la fin du règne, il ne subsiste presque rien de l’empire asiatique des premiers Thoutmôsides.

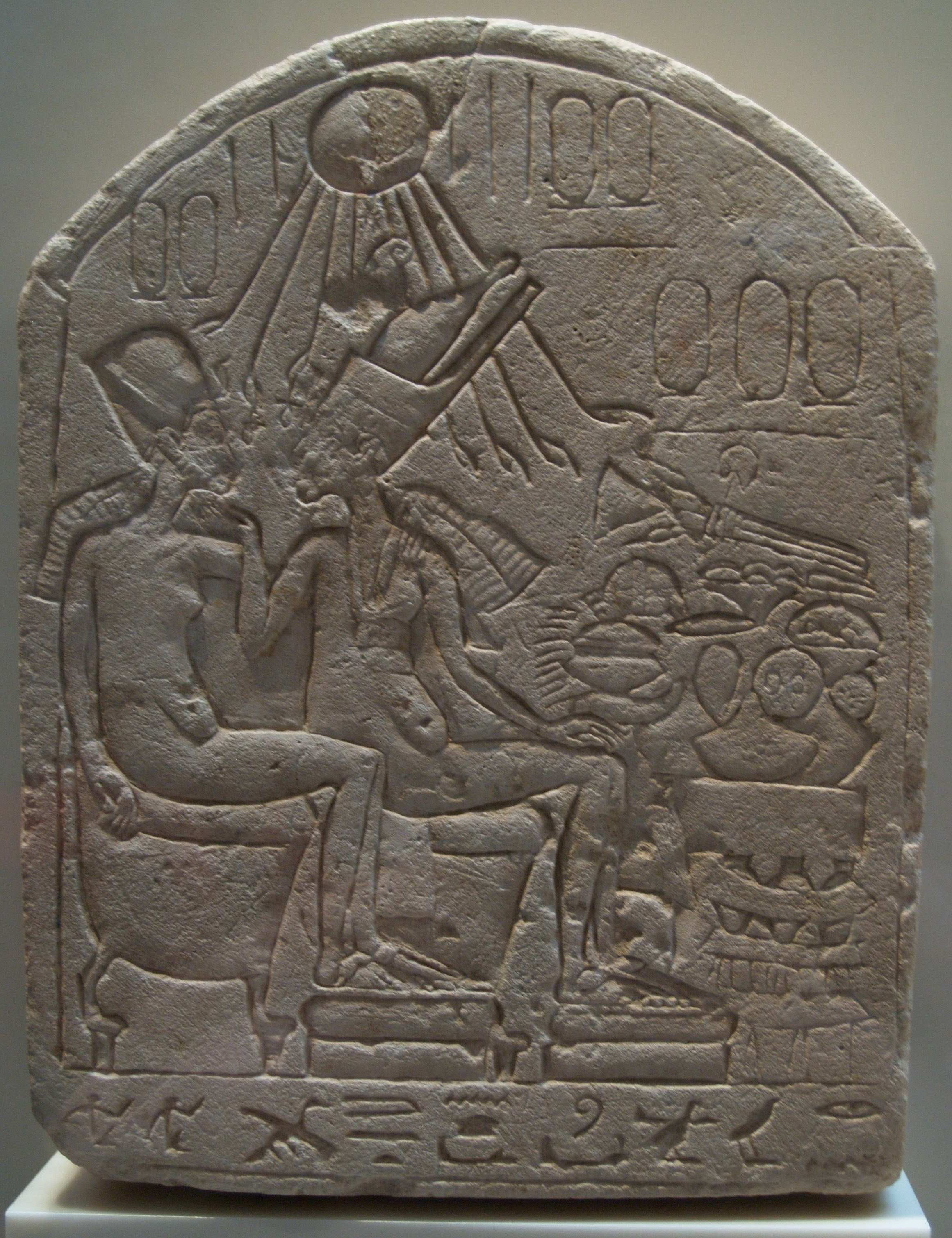
La stèle 17813 de Berlin représente soit une femme pharaon (que l'on peut associer à Ânkh-Khéperourê) soit un pharaon (le plus souvent assimilé à Smenkhkarê), caressant Akhenaton (Musée égyptien de Berlin, Neues Museum, Berlin).

Les circonstances de la mort d'Akhenaton sont entourées de mystère. Les historiens ne savent ni quand ni comment il meurt. La dernière inscription qui le mentionne date de l'an 17, voire : 18. Certains suggèrent que l'éclipse totale de soleil du 14 mai -1337 pourrait être concomitante avec sa mort. Des études récentes avancent l'hypothèse qu'il était atteint d'un trouble métabolique portant le nom de homocystinurie, les conséquences de cette maladie pouvant expliquer sa mort.
Ses successeurs effacent les traces du roi hérétique. Smenkhkarê, gendre et successeur d’Akhenaton, après une probable corégence, meurt à la fin d'un règne éphémère. Le pouvoir revient alors au fils cadet d'Akhenaton, alors âgé de neuf ans : Toutânkhaton, qui a épousé Ankhésenpaaton, la troisième fille d’Akhenaton. Avec la disparition d'Akhenaton s'éteint le culte d'Aton.
Après trois années, Toutânkhaton quitte Amarna. Il adopte le nom de Toutânkhamon, restaure le culte des dieux traditionnels et rend au clergé les biens dont l’avait dépouillé le « misérable Akhetaton ».

## Sépulture
La tombe d'Akhenaton est creusée dans la nécropole royale d'Amarna. Découverte par des fellah à la fin du XIXe siècle, puis redécouverte en 1891, elle a été fouillée par Howard Carter en 1892. Le célèbre égyptologue en releva les décors des parois accessibles pour le compte de l'Egyptian Exploration Society. De 1893 à 1894, le tombeau a été fouillé par Alexandre Barsanti pour le compte du Service des Antiquités égyptiennes. Il le dégagea des gravats qui l'encombraient, révéla son plan et découvrit des restes du sarcophage extérieur du roi, ainsi que de son coffre à canopes et de nombreux fragments d'ouchebtis au nom du roi.
Brisés en centaines de morceaux, ces vestiges de l'équipement funéraire royal ont été transportés au Musée égyptien du Caire, où ils ont été reconstitués et sont désormais exposés.
Ces indices démontrent que dans un premier temps, le roi a bien été inhumé dans la tombe qu'il s'était fait aménager dans sa nouvelle capitale. Après le retour à l'orthodoxie religieuse et (probablement) après un premier pillage de la nécropole royale, le corps du roi a été déplacé et inhumé dans la tombe de sa mère Tiyi, dans la vallée des Rois.

Objets découverts dans la tombe royale d'Amarna
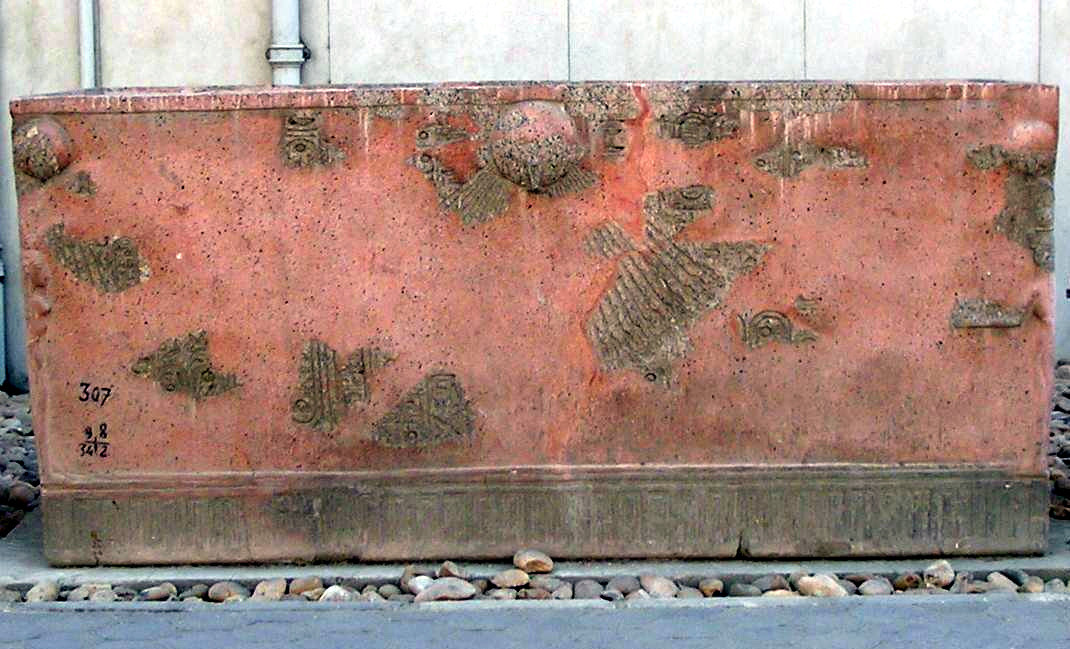
Sarcophage externe d'Akhenaton reconstitué au Musée égyptien du Caire.
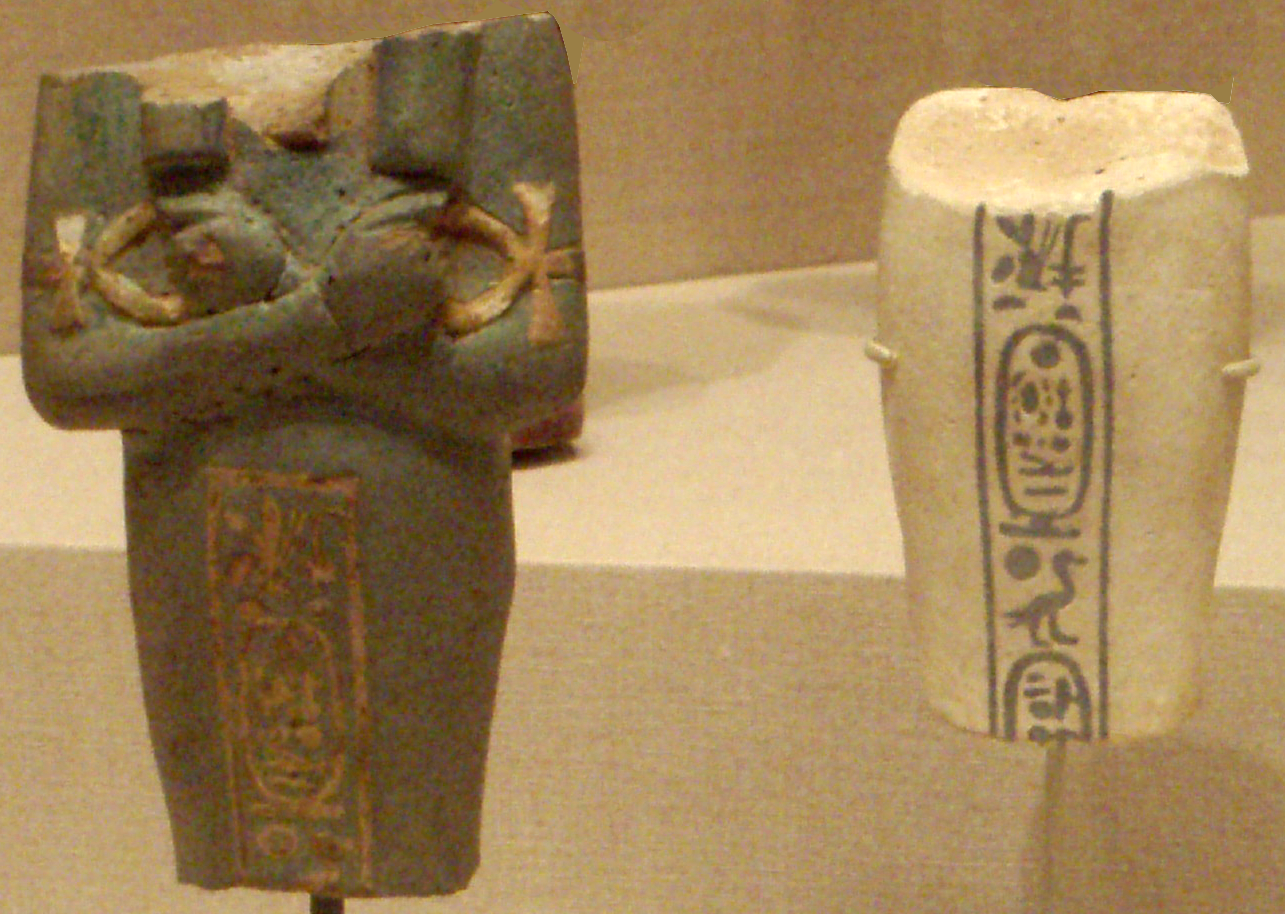
Ouchebti d'Akhenaton.

En 1907, Theodore Davis et Edward Ayrton fouillant dans la vallée des Rois, mettent au jour la tombe KV55, qui contenait plusieurs restes de viatiques funéraires royaux de la fin de la XVIIIe dynastie. Elle comptait un grand sarcophage en bois doré dont les cartouches royaux avaient été martelés, effaçant à jamais le nom de son propriétaire, et dont le visage en or a été arraché, défigurant la tête du sarcophage. D'autres objets portaient également des cartouches, systématiquement effacés, signe caractéristique de la damnatio memoriae subie par les souverains amarniens au cours de la XIXe dynastie.
Le sarcophage contenait encore une momie, réduite à l'état de squelette et qui n'a pas été immédiatement identifiée. Des examens récents de ce squelette ont été menés de 2005 à 2009 par une équipe égyptienne dirigée par Zahi Hawass. Des analyses ADN permettaient finalement de démontrer que ce corps était bien celui d'un fils d'Amenhotep III et de la reine Tiyi. Ces résultats, révélés le 17 février 2010 à la presse et associés aux objets déjà découverts dans la tombe d'Akhenaton, confirment qu'il s'agit bien des restes du roi.
Akhenaton a bien été momifié et a reçu une sépulture officielle dans la nécropole royale de sa capitale. Après avoir reposé une brève période dans son tombeau royal en Amarna, il a été déplacé avec les restes de son équipement funéraire dans la vallée des Rois, dans la tombe KV55, probablement sous le règne de Toutânkhamon.
Après le règne de ce dernier, la tombe a été réouverte et les objets aux noms du roi délibérément saccagés. C'est à ce moment que le sarcophage royal a été abîmé et probablement ouvert afin de dépouiller la momie du roi des ultimes reliques permettant d'identifier son propriétaire. C'est la condamnation posthume à l'oubli, et surtout l'interdiction de tout espoir de renaissance dans l'au-delà, ce qui représentait pour les Égyptiens la pire des punitions. Puis la tombe a été refermée et scellée à nouveau.
La présence de ces sceaux sur le mur fermant la tombe indique que cet acte de désécration a été réalisé officiellement et non par des pillards. Cet acte vient clore la campagne de damnatio memoriae, débutée sous le règne d'Horemheb s'est achevée sous les premiers pharaons de la XIXe dynastie.

Objets découverts dans la tombe KV55
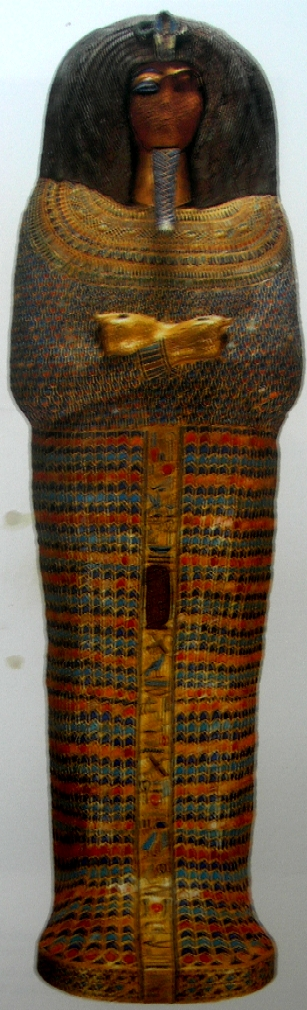
Couvercle du sarcophage royal.
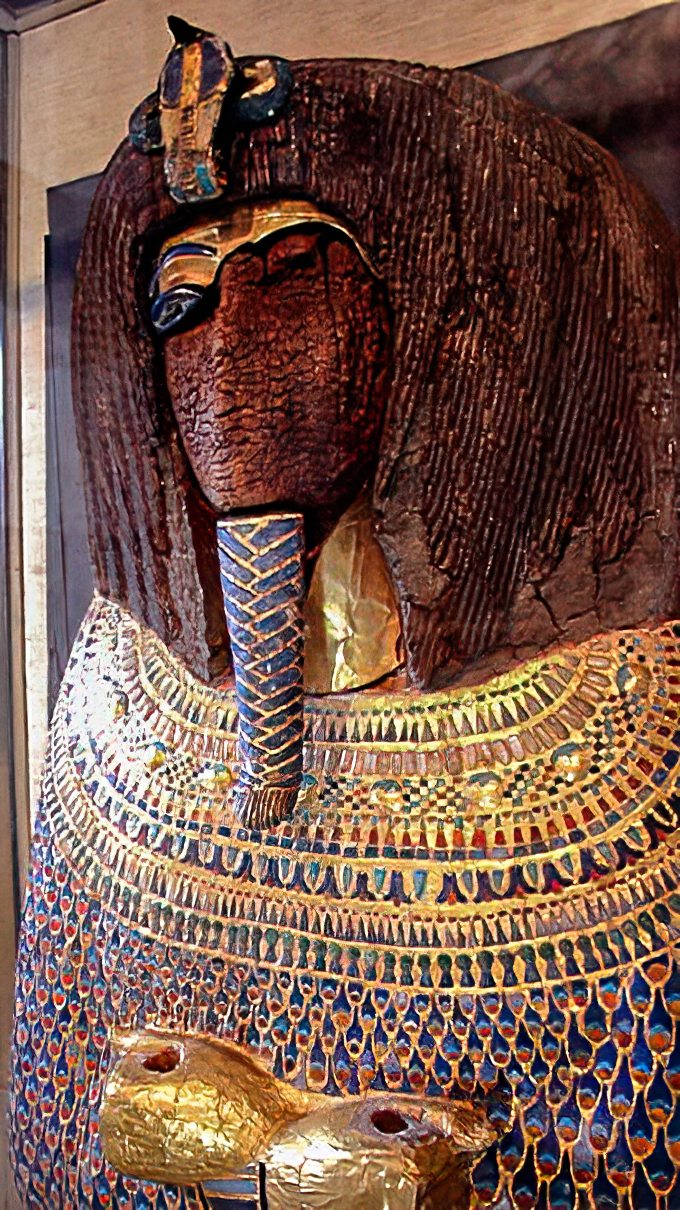
Détail du visage mutilé, couvercle du sarcophage royal.
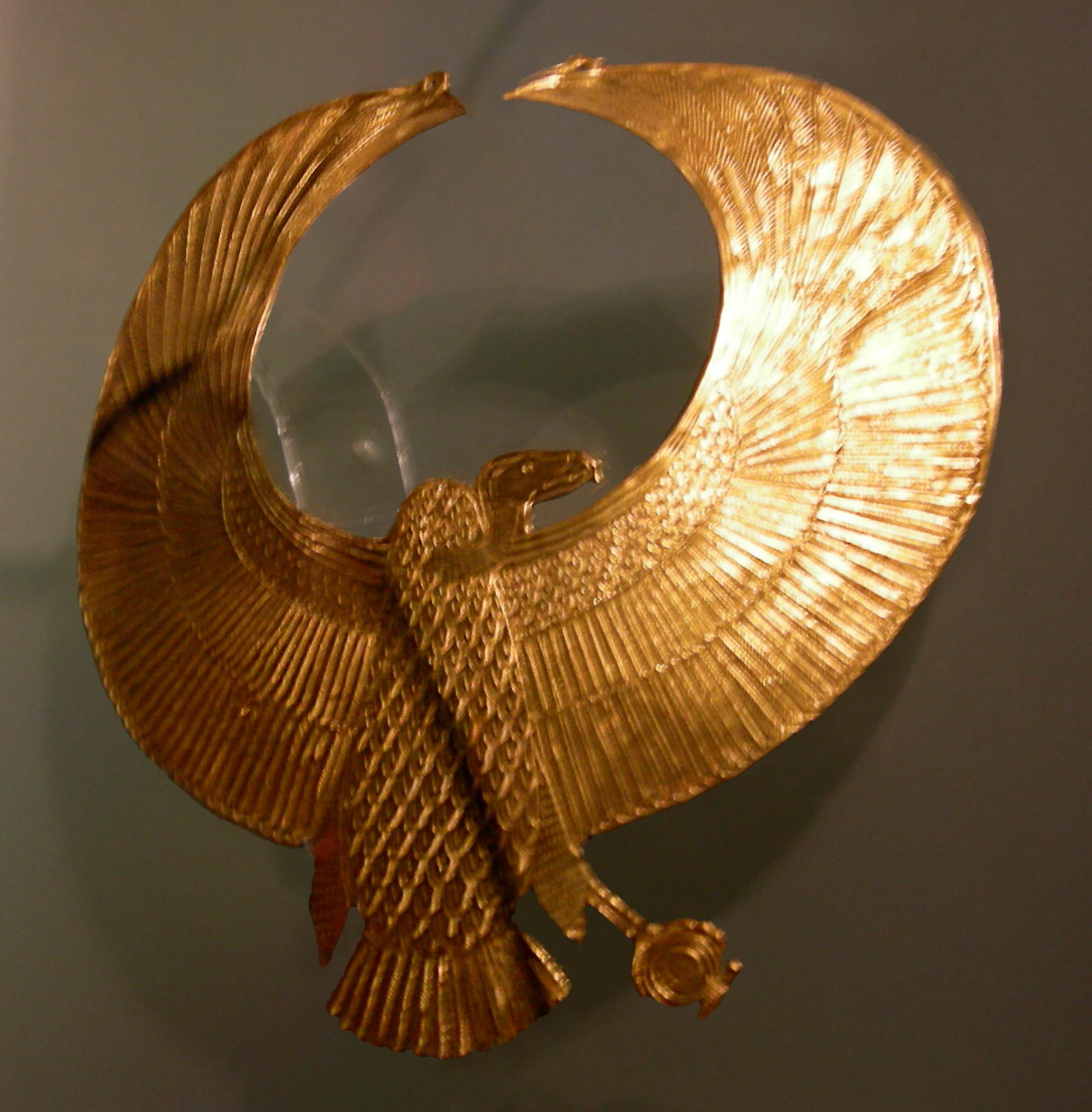
Gorgerin en or représentant la déesse Nekhbet, trouvé sur les restes de la momie.
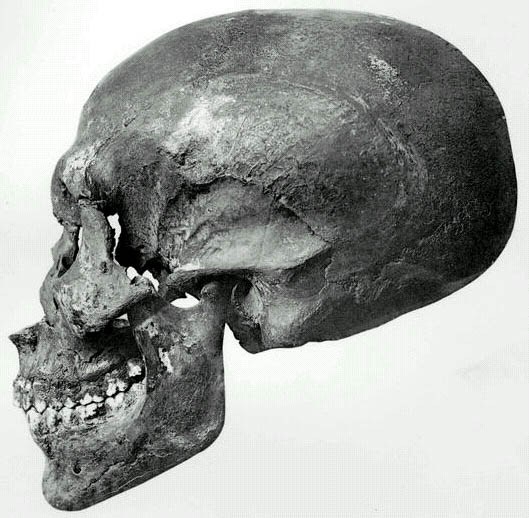
Crâne attribué à Akhenaton.[réf. nécessaire]

## Redécouverte contemporaine
L’échec de sa réforme religieuse et la violente réaction conservatrice qui s’ensuivit condamnèrent Akhenaton à un oubli quasi total.
Sa redécouverte à la fin du XIXe siècle a été progressive et, même pour les archéologues sérieux qui s’en sont occupés, elle a été l’occasion de descriptions souvent fantasmatiques et de projections de leurs a priori, dans lesquelles Akhenaton est présenté tantôt positivement, tantôt négativement, généralement dans une perspective occidentalo-centrée,. Ainsi, dès 1910, l'égyptologue Arthur Weigall, qui lui consacre la première biographie, voit dans Akhenaton un précurseur évident du Christ : « Aucune religion à travers le monde n'est aussi proche du christianisme que la foi d'Akhenathon ». Même si la description de Weigall attira de nombreuses critiques de ses pairs, certains allant jusqu'à la taxer de « romanesque », la liste des interprétations hasardeuses, farfelues, voire délirantes n'a fait que s'allonger : la bibliographie consacrée à Akhenaton compte actuellement plusieurs milliers d'ouvrages.
En 1939, Sigmund Freud s'y intéresse dans L’homme Moïse et la religion monothéiste. Il y écrivit : « Si Moïse fut un Égyptien, s’il transmit sa religion aux Juifs, ce fut celle d’Akhenaton... » (cette affirmation revient à identifier Akhenaton et Abraham. Elle a été précisée et dépassée par Messod et Roger Sabbah pour qui Akhenaton fut Abraham et Moïse Ramsès Ier). Même ses disciples préfèrent le classer dans le genre romanesque ou ésotérique, cet ouvrage à la rédaction duquel il travailla longtemps (débuté vers 1910 et publié à sa mort).
L'un des auteurs les plus inspirés par l'atonisme fut la femme de lettres et ésotérique nazie Savitri Devi, qui écrit Akhenaton, Fils du Soleil.
Le psychiatre Immanuel Velikovsky, auteur de théories catastrophistes controversées, soutient dans Œdipe et Akhnaton retrouver l'histoire d'Akhenaton sous les traits d'Œdipe.

## Akhenaton, personnage de fiction

### Littérature
- Agatha Christie en a fait le thème d'une de ses pièces de théâtre, Akhenaton.
- Akhenaton est un des principaux personnages du roman de Mika Waltari, Sinouhé l'Égyptien.
- Akhenaton est le héros d'un roman de Naguib Mahfouz, Akhénaton le Renégat, où il est décrit par le biais de confessions imaginaires de membres de sa cour.
- Akhenaton est un des principaux personnages du roman de Viviane Koenig, Néfertiti Reine d'Égypte.
- Pauline Gedge, Les Enfants du soleil, Paris, Éd. Balland, 1984, 453 p. (ISBN 2-7242-2818-9).
- Alain Darne, Akhenaton l'Hérétique, Paris, éditions Anne Carrière, 1999, 477 p. (ISBN 2-7028-3118-4).
- Akhenaton est un des personnages du roman d'Éric Giacometti et de Jacques Ravenne, Lux Tenebrae.
- L'histoire d'Akhenaton (et de son père Amenhotep III) est racontée dans La mémoire du monde, de Stéphanie Janicot (novembre 2013).
- Akhenaton est aussi au centre du roman de Mireille Calle-Gruber, Le Tombeau d'Akhnaton, qui évoque le projet d'un film allégorique par le cinéaste Châdi Abdessalam.
- Roman de jeunesse : Les Enfants de la lampe magique, tome 1 « Le tombeau d'Akhenaton ».
- Akhenaton est un des personnages du roman Joseph et ses frères de Thomas Mann, au tome 4 « Joseph le nourricier », dans lequel Joseph, fils de Jacob, devient l'ami unique du pharaon, et l'un de ses principaux ministres.
- Roman historique d’Andrée Chedid : Nefertiti et le rêve d’Akhenaton, paru le 01/01/1974 chez Flammarion  (ISBN 9782080607348).
- Roman historique de Gilbert Sinoué, Akhenaton, le Dieu maudit, Gallimard, 2005.
- Principal personnage du roman tiré des annales akashiques : La Demeure du Rayonnant, mémoires égyptiennes de Daniel Meurois, Le Passe-Monde, 2010  (ISBN 978-2-923647-17-3).

### Bande dessinée
- Edgar P. Jacobs évoque l'histoire et le culte d'Akhenaton dans la bande dessinée Le Mystère de la Grande Pyramide.
- Didier Convard et André Juillard reprennent et terminent cette histoire dans l'album hors série L'Aventure immobile.
- Lucien De Gieter évoque également Akhenaton dans la bande dessinée Papyrus Le Pharaon maudit.
- Jim Starlin a écrit l'histoire de Marvel : The End (publié en 2003 par Marvel Comics), où Akhenaton est enlevé par l'Ordre céleste. L'Ordre lui confère alors une partie du Cœur de l'Univers, un pouvoir qui confère l'omnipotence. Lorsqu'il est en mesure d'utiliser et de comprendre ses pouvoirs, il est envoyé sur Terre pour en prendre le contrôle et y agir en tant qu'agent de l'Ordre. Il se confronte alors aux super-héros de l'Univers Marvel et est finalement arrêté par Thanos, qui prend le contrôle du Cœur de l'Univers.

### Jeu de rôle
- Dans le jeu de rôle Nephilim, Akhenaton est un Nephilim visionnaire, créateur des 22 Arcanes Majeurs, les voies d'accomplissement des Nephilim.

### Musique
- Le rappeur Marseillais Philippe Fragione a choisi Akhenaton comme pseudonyme.

### Jeux vidéo
- Une partie de l'histoire de The Secret World emmène les joueurs en Égypte, dans les environs de la ville fictive d'Al-Merayah, où la résurgence du culte d'Aton (auquel sont fusionnés certains éléments du Culte des Anciens de Lovecraft) constitue le cœur de l'intrigue ; Akhenaton lui-même est évoqué et représenté sous le nom de Pharaon Noir.
- Plusieurs quêtes sont dédiées à ce pharaon dans le DLC The Curse of the Pharaohs d'Assassin's Creed Origins.

### Cinéma
- Néfertiti, reine du Nil (Nefertite Regina del Nilo), péplum italien réalisé par Fernando Cerchio en 1961 ;
- L'Égyptien (The Egyptian), film américain réalisé par Michael Curtiz en 1954.

### Opéra
- En 1983, le compositeur Philip Glass, figure de proue de la musique minimaliste (avec une approche répétitive), lui consacre un opéra intitulé Akhnaten considéré comme l'une des pièces majeures du XXe siècle finissant.

## Photos

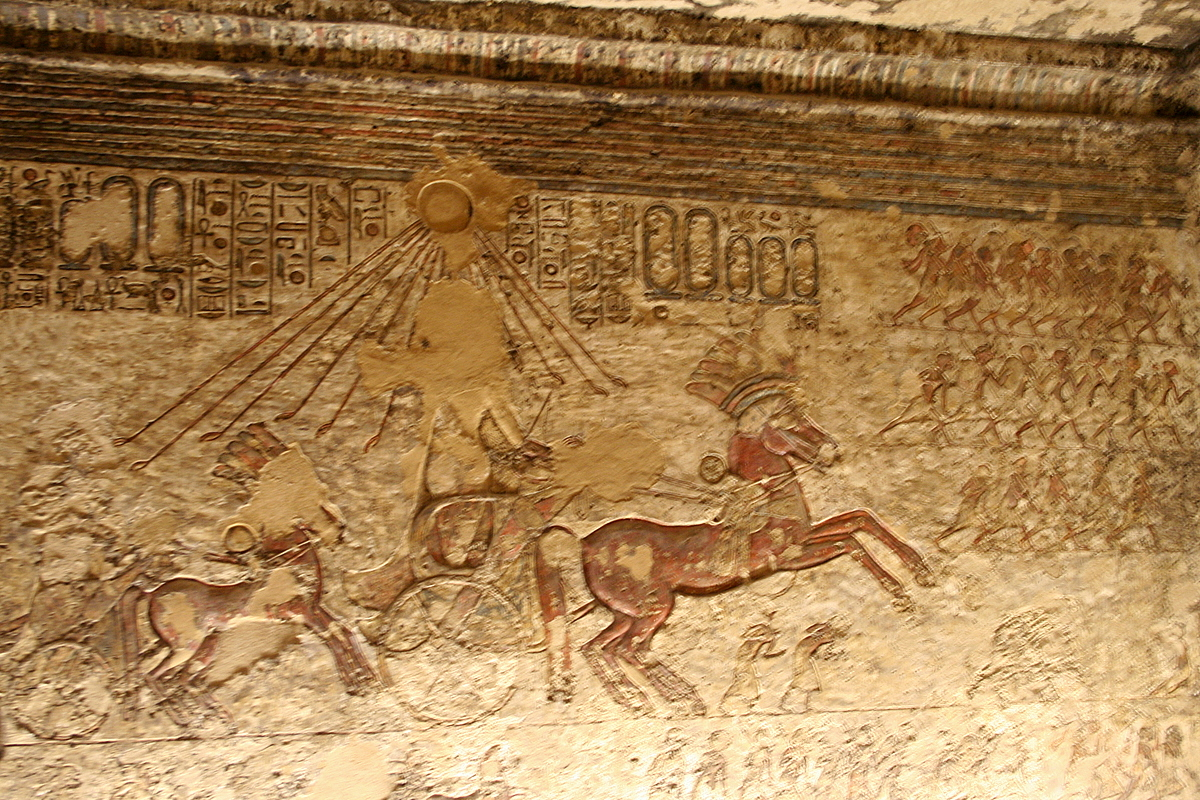
Amarna, Akhenaton sur son char, sous les rayons d'Aton, très abîmé.
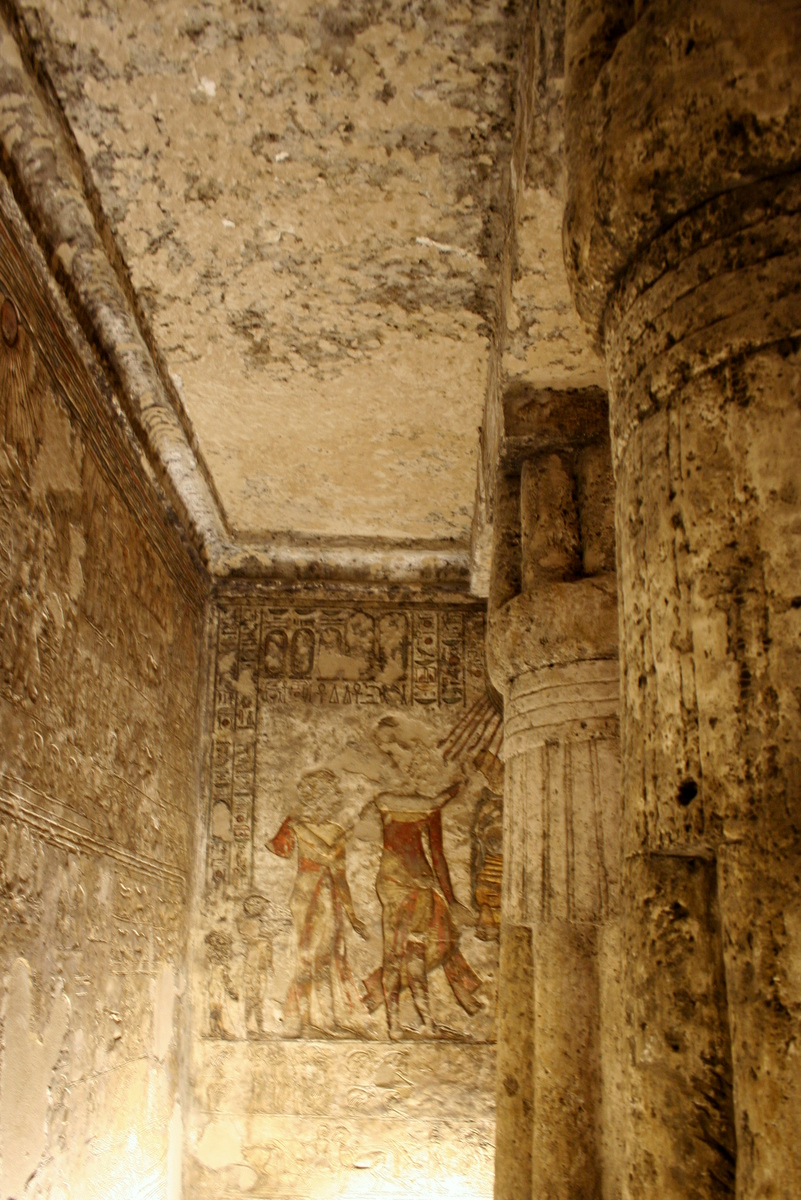
Amarna, au fond, le roi, la reine et leurs filles aînées.